# Tristán A. Malbrán
Tristán Adrián Malbrán y Pastor (Córdoba, 1841 - Buenos Aires, 1904) fue un político argentino.

## Biografía
Nació en Córdoba el 4 de marzo de 1841, y sus padres fueron Manuel Malbrán y Petrona Pastor. Desde joven trabajó en el banco de Samuel Lafone en Montevideo, resolviendo dedicarse al estudio de la economía y las finanzas.
Su actividad política se inició en la Municipalidad de Córdoba, siendo después diputado provincial (presidiendo la cámara en 1871) y senador (llegando a presidir provisionalmente el cuerpo en 1876 y 1879).
Fue también ministro de hacienda y en 1880, vicegobernador de Juárez Celman hasta 1883.
Posteriormente fue diputado nacional, impulsando proyectos como el ferrocarril en la provincia de Santa Fe. 
Presidió, además, el PAN y fundó el Banco de Préstamos de Córdoba.
Falleció en 1904.